# Pagoda Kyaiktiyo
La Pagoda Kyaiktiyo (in birmano ကျိုက်ထီးရိုးဘုရား, IPA tɕaiʔtʰíjó pʰəjá), conosciuta anche col nome di Golden Rock o Roccia d'oro) è il terzo più importante luogo di pellegrinaggio buddhista della Birmania, dopo la Pagoda Shwedagon e il Tempio Mahamuni. Si trova nello Stato Mon e si tratta di un piccolo stupa alto poco più di 7 metri costruito sulla sommità di un masso di granito ricoperto da numerosi strati di foglie d'oro attaccate dai devoti. Secondo la leggenda la roccia si troverebbe in un precario equilibrio al di sopra di una ciocca di capelli di Buddha. La roccia, la pagoda e tutte le strutture costruite attorno ad essa si trovano sulla cima del monte Kyaiktiyo, e da molte parti si dice che basti una visita a questo luogo per convertirsi al Buddhismo.

## Etimologia
In lingua mon la parola kyaik (ကျာ်) significa "pagoda" e yo (ယဵု) significa "portare sulla testa dell'eremita". La parola ithi (in Mon ဣသိ, dal pali ရိသိ, risi) significa "eremita". Perciò Kyaik-htiyo significa "pagoda sulla testa di un eremita".

## Leggenda
Secondo la leggenda Siddharta Gautama, durante uno dei suoi numerosi viaggi, donò una ciocca dei suoi capelli ad un eremita chiamato Taik Tha. Egli la nascose fra i suoi capelli per tenerla al sicuro, fino a quando la donò al re col preciso desiderio che la ciocca venisse custodita come reliquia al di sotto di una roccia che avesse le sembianze della testa dell'eremita. Il re aveva ereditato poteri soprannaturali dal padre (uno zawgyi, cioè un potente sciamano ed un alchimista) e dalla madre (una Nāga, principessa serpente). La roccia giusta venne trovata sul fondo del mare e con l'aiuto di Thagyamin, il re di Trāyastriṃśa nella cosmologia buddhista, il posto giusto per collocarla fu riconosciuto sul monte Kyaiktiyo, dove si sarebbe dovuto costruire un reliquiario per contenere la ciocca di capelli, posizionarvi sopra la pietra e costruire una pagoda al di sopra della roccia. Secondo la leggenda è proprio questa ciocca di capelli che mantiene salda la roccia e le impedisce di rotolare giù per la scarpata sulla quale è sita. Sempre secondo la leggenda, la nave che venne utilizzata per trasportare la roccia fu trasformata in pietra (è visibile ancor oggi nei pressi dell'ingresso al luogo sacro, a circa 300 metri di distanza dalla pagoda) ed è chiamata Pagoda (o Stupa) Kyaukthanban, letteralmente lo stupa della nave di pietra.
Secondo la leggenda i pellegrini che compiono il tragitto per tre volte in un anno dal campo base Kinpun saranno ricompensati con ricchezze e buona fortuna.

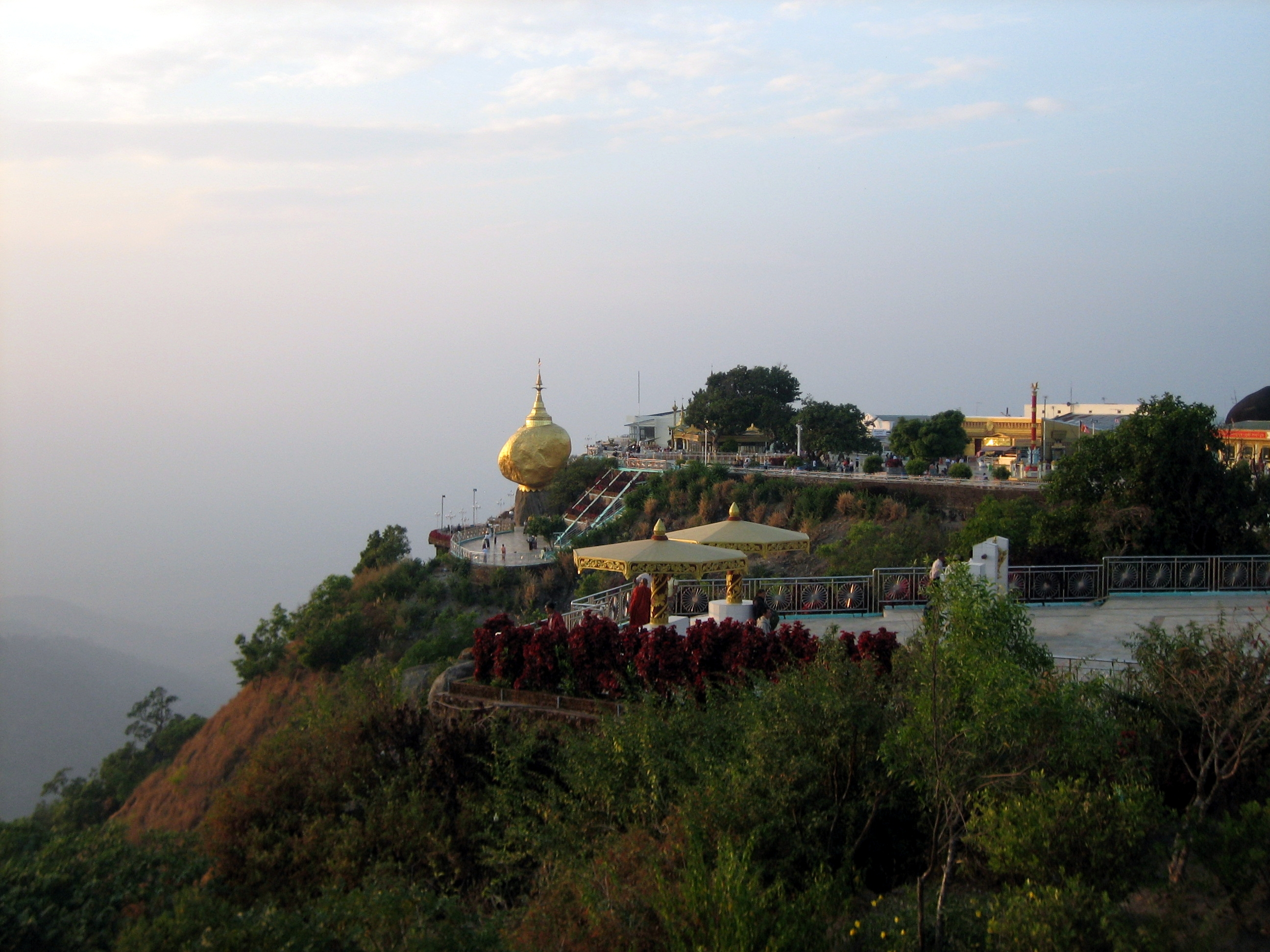
Una vista della Pagoda Kyaiktiyo al tramonto

## Geografia
La pagoda si trova vicina alla città di Kyaikto, nello Stato Mon, ad un'altezza di circa 1.100 metri sul livello del mare sulla vetta del monte Kyaiktiyo (conosciuto anche col nome di Kelasa o montagne Yoma orientali). La sua distanza da Yangon è di circa 210 km. Il centro abitato più vicino alla pagoda è un villaggio chiamato Kinpun, alla base del monte e a 16 km di distanza dalla sua vetta. Lungo la strada che si inerpica su per la montagna si possono vedere diverse altre rocce di granito in precario equilibrio.
Lungo la salita si giunge al cosiddetto Yatetaung, da dove si può procedere solamente a piedi (la salita è lunga circa 1.200 metri ed è molto ripida). Più vicino alla vetta, due grandi statue di leone sono a guardia dell'ingresso della Pagoda e segnalano che da qui in avanti si deve procedere a piedi nudi, secondo l'usanza birmana. Il sentiero che parte dal villaggio di Kinpun invece è lungo circa 11 km, ma molti pellegrini lo percorrono comunque a piedi per guadagnare meriti. In tempi più recenti, sulle colline circostanti la Pagoda Kyaiktiyo sono stati costruiti numerosi altri templi, pagode e luoghi di pellegrinaggio.

## Strutture

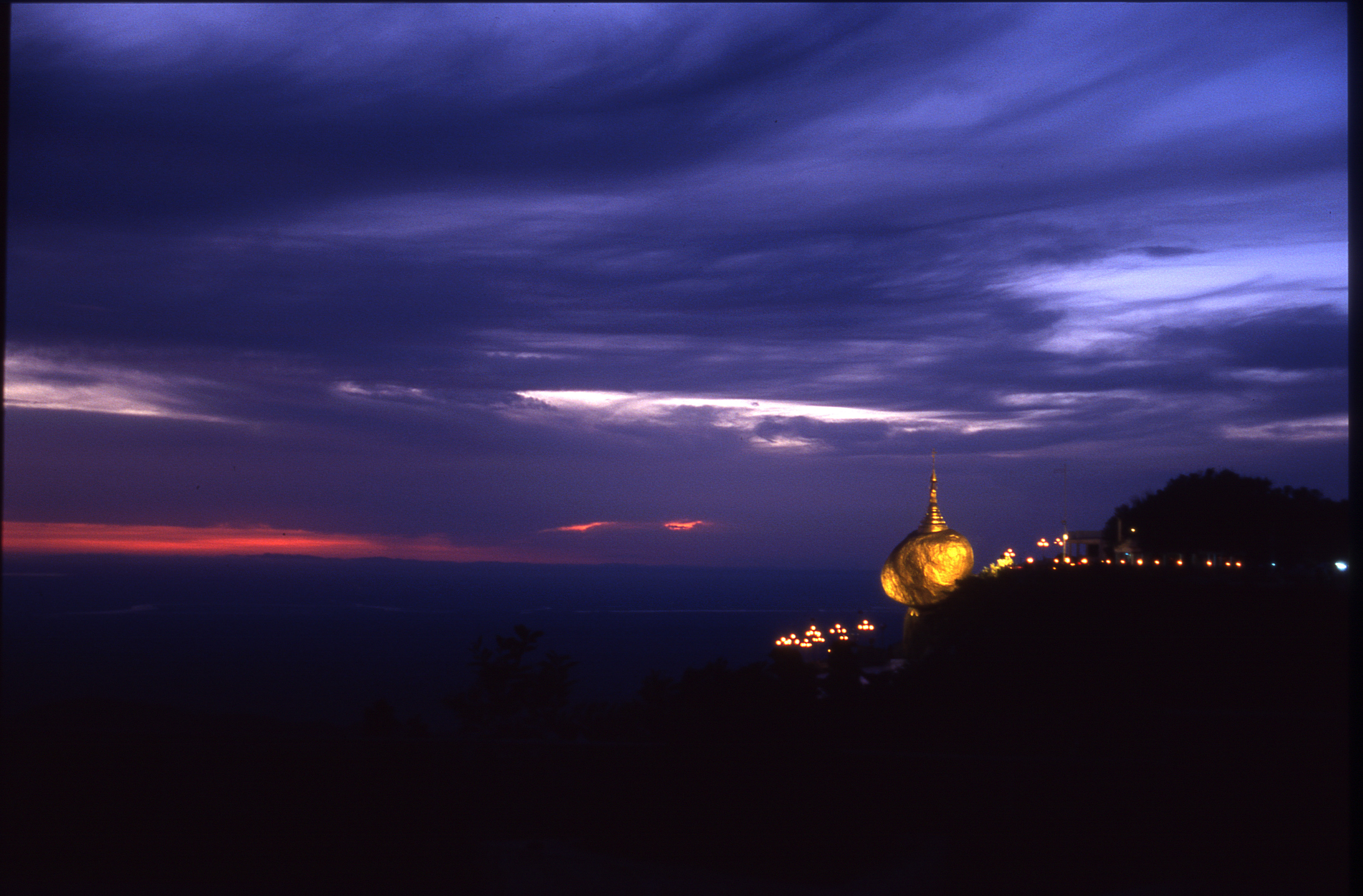
La Roccia d'oro in un'immagine notturna

La Roccia d'oro su cui è costruita la pagoda ha un'altezza di circa 7 metri e mezzo ed una circonferenza di circa 15 metri, mentre lo stupa sulla roccia è alto poco più di 7 metri. La piattaforma rocciosa su cui poggia il masso è di origine naturale; su di essa è poggiata la roccia (con un piano inclinato) e la superficie di contatto fra roccia e base di sostegno sembra essere estremamente ridotta. Il masso sporge per oltre metà della propria circonferenza sullo strapiombo ed è in un precario equilibrio sulla parte terminale del piano roccioso sotto di esso, a strapiombo sulla valle sottostante. La pagoda vera e propria è circondata da una serie di costruzioni, edifici contenenti statue di Buddha e di spiriti Nat, altre pagode e piattaforme panoramiche, anche se la Roccia d'oro è di gran lunga l'attrazione principale per i pellegrini che salgono fin quassù e attaccano numerosissime foglie d'oro al masso, conferendogli così l'aspetto caratteristico. L'accesso nelle immediate vicinanze della Roccia d'oro è riservato ai soli uomini (in accordo con la visione dei meriti del Buddhismo birmano, le donne sono un gradino al di sotto degli uomini).